# Просте життя Фатті і Мейбл
Просте життя Фатті і Мейбл (англ. Mabel and Fatty's Simple Life) — американська короткометражна кінокомедія Роско Арбакла 1915 року.

## Сюжет
Батько Мейбл хоче вигідно видати її заміж. Але Мейбл вже любить Фатті.

## У ролях
- Роско ’Товстун’ Арбакл — Фатті
- Мейбл Норманд — Мейбл
- Аль Ст. Джон — син скваєра
- Джозеф Свікард — батько Мейбл
- Джо Бордо — фермер
- Тед Едвардс — міністр
- Філліс Аллен — наречена
- Біллі Гілберт — наречений
- Боббі Данн — поліцейський